# Andropogon selloanus
Andropogon selloanus är en gräsart som först beskrevs av Eduard Hackel, och fick sitt nu gällande namn av Eduard Hackel. Andropogon selloanus ingår i släktet Andropogon och familjen gräs. Inga underarter finns listade i Catalogue of Life.